# Großer Uhlenbach
Der Gebirgsbach Großer Uhlenbach ist ein rechter Zufluss des Uhlenbach im Unterharz in Sachsen-Anhalt.

## Verlauf
Dieser Bach entspringt einige Kilometer westlich des Kleinen Uhlenbach in einem Quellgebiet im zum Unterharz gehörenden Rambergmassiv. Nach etwa einem Kilometer Flusslauf mündet ein ostsüdöstlich des Quellgebiets des Großen Uhlenbach entspringender Bach rechtsseitig in diesen. Im Mittellauf mündet ein einem eigenen Quellgebiet entstehender kurzer Bach linksseitig in den Großen Uhlenbach und kurz darauf ein ebenso kurzer rechtsseitig. Im Unterlauf mündet ein etwa 1–2 km langer Bach linksseitig in den Großen Uhlenbach, bevor dieser ohne größere Zuflüsse bis zum Auftreffen auf den Kleinen Uhlenbach, im Stauteich am Forsthaus Uhlenstein nahe der Burg Erichsberg, weiterfließt.

## Etymologie
Der Name des Baches rührt vom Mittelhochdeutschen Wort Ule her. Dies bezeichnet die Eule. Dies wurde mit Großer zur Unterscheidung vom Kleinen Uhlenbach verbunden, sowie dem Grundwort -bach.